# Szegedi Lajos
Szegedi Lajos (Szeged, 1503 – Szászváros, 1583) evangélikus, református, majd unitárius lelkész.

## Élete
A római katolikus papi pályára lépett és 1525. október 9-én a krakkói egyetem hallgatói közé iratkozott be. 1541 körül Gyulafehérvárt működött, amikor is kedvezőtlenül bírálta meg Sylvester János újszövetség-fordítását, aki viszont 1547-ben az ő Nádasdy Tamás által véleményadásra és esetleg kinyomatásra hozzáküldött zsoltárfordításával hasonlóan bánt el. Ekkor már nem Gyulafehérvárt, hanem valahol másutt volt, míg 1553-ban Bécsben tanárkodott; 1556-ban már krasznai plébános volt és Kálvin elveit terjesztette. 1557-ben a Kolozsvárt tartott zsinaton megjelent, hogy tanait megvédje, de nem akart vitába bocsátkozni Kálmáncsehi nélkül. Később Désre került elsőpapnak és Heltainak az Újszövetség magyarra fordításában 1562-ben egyik munkatársa volt. 1564-ben Kolozsvárt magyar prédikátor lett, de már 1565-ben eltávozott. Valószínűleg Tordára ment lelkésznek, ahol 1567-ben magáévá tette az unitarizmus elveit. A gyulafehérvári 1568-as második hitvitának egyik arbitere volt felekezete részére. 1571-től Szászvároson lelkészkedett. Az 1579-ben a Dávid Ferenc ellen intézett hajsza folyamán azok közé tartozott, akik ellene vallottak püspöküknek.
Versbe foglalta az 51. zsoltárt magyarul.